# Markus Hantschk
Markus Hantschk (Dachau, 19 de noviembre de 1977) es un exjugador de tenis alemán. El diestro jugador de 1,87m jugó profesionalmente entre 1996 y 2006 alcanzando 2 finales de ATP, ambas en el año 2000. Su mejor posición en el ranking de individuales fue el puesto 71 que alcanzó en 2000. En su carrera ganó $514.852 dólares en premios.

## Torneos ATP

### Individuales

#### Finalista
| No. | Fecha                    | Torneo   | Superficie    | Oponente en la final | Resultado        |
| 1.  | 10 de enero de 2000      | Chennai  | Dura          | Jérôme Golmard       | 3–6, 7–6, 3–6    |
| 2.  | 18 de septiembre de 2000 | Bucarest | Tierra batida | Joan Balcells        | 4–6, 6–4, 6–7(1) |